# Max Weinhold
Johannes-Maximilian "Max" Weinhold  (ur. 30 kwietnia 1982) – niemiecki hokeista na trawie. Dwukrotny złoty medalista olimpijski.
Jest bramkarzem. W reprezentacji Niemiec debiutował w 2003. Brał udział w dwóch igrzyskach (IO 08, IO 12), na obu zdobywał złote medale. W 2010 zajął drugie miejsce na mistrzostwach świata, również drugi był w mistrzostwach Europy w 2009, triumfował za to w mistrzostwach Europy w 2011. W kadrze rozegrał 85 spotkań. Dodatkowo w hali grał w barwach Niemiec 5 razy, zdobył tytuł halowego mistrza świata w 2007 i mistrza Europy w 2006. Wcześniej występował w kadrach juniorskich i młodzieżowych.